# Abtwil, Muri
Abtwil là một đô thị trong huyện Muri thuộc bang Aargau ở Thụy Sĩ. Abtwil nằm cận biên giới với bang Lucerne. Dân số cuối năm 2006 là 726 người.

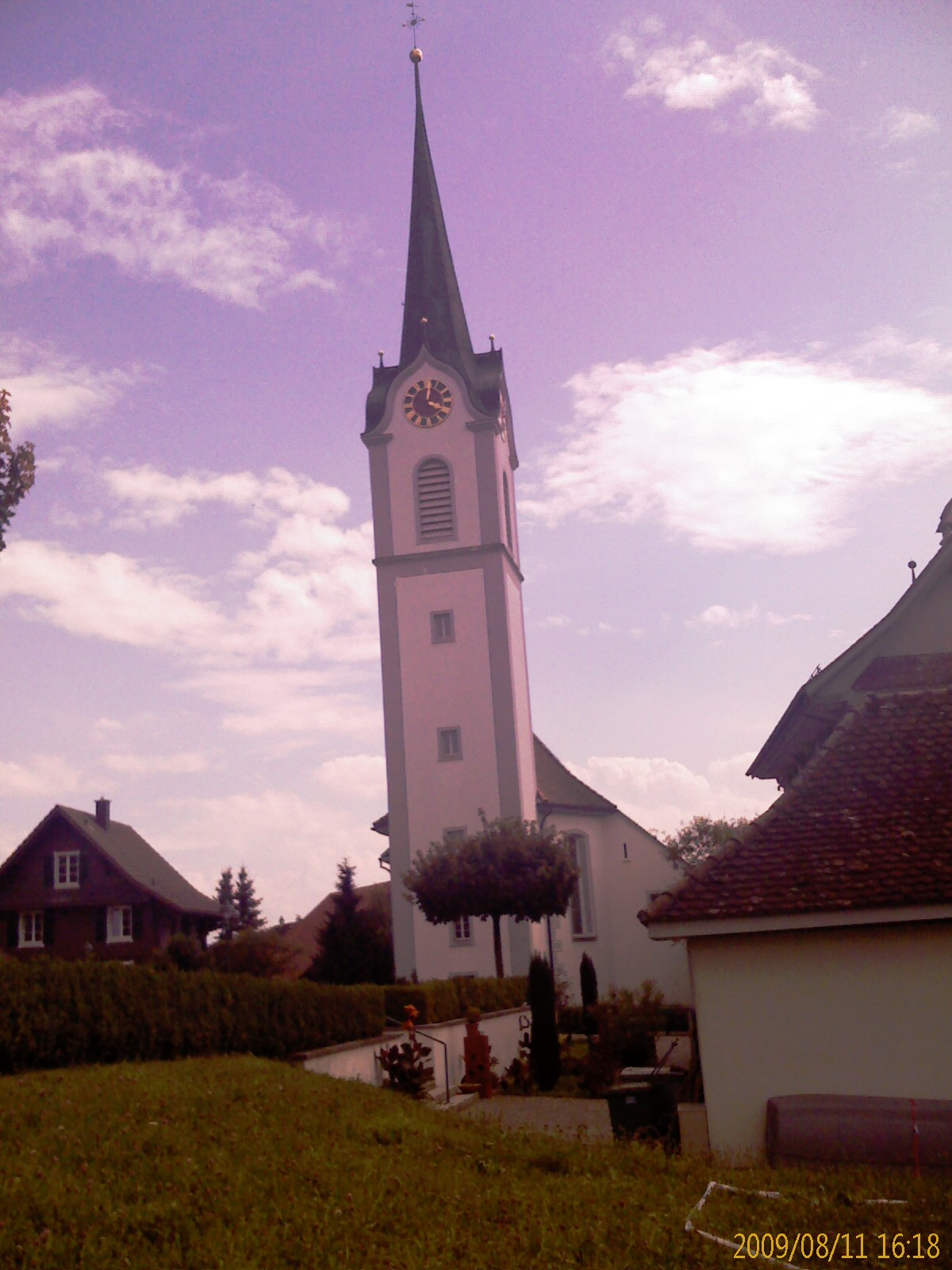
Abtwil